# غويلرمو إي. براون
غويلرمو إي. براون (بالإنجليزية: Guillermo E. Brown)‏ هو موسيقي أمريكي، ولد في 1976 في نيو هيفن في الولايات المتحدة.

## وصلات خارجية
- غويلرمو إي. براون على موقع ميوزك برينز (الإنجليزية)
- غويلرمو إي. براون على موقع أول ميوزيك (الإنجليزية)
- غويلرمو إي. براون على موقع ديسكوغز (الإنجليزية)